# (73630) 4352 T-3
(73630) 4352 T-3 – planetoida z pasa głównego asteroid okrążająca Słońce w ciągu 4,33 lat w średniej odległości 2,66 j.a. Odkryta 16 października 1977 roku.